# Беярд (Небраска)
Беярд (англ. Bayard) — місто (англ. city) в США, в окрузі Моррілл штату Небраска. Населення — 1140 осіб (2020).

## Географія
Беярд розташований за координатами 41°45′26″ пн. ш. 103°19′23″ зх. д. / 41.75722° пн. ш. 103.32306° зх. д. (41.757193, -103.323015).  За даними Бюро перепису населення США в 2010 році місто мало площу 1,80 км², уся площа — суходіл.

## Демографія
Згідно з переписом 2010 року, у місті мешкало 1209 осіб у 484 домогосподарствах у складі 315 родин. Густота населення становила 671 особа/км².  Було 557 помешкань (309/км²).
Расовий склад населення:
| - 90,3 % — білих - 1,1 % — корінних американців - 0,3 % — азіатів - 0,2 % — чорних або афроамериканців - 5,7 % — осіб інших рас |

До двох чи більше рас належало 2,3 %. Частка іспаномовних становила 16,8 % від усіх жителів.
За віковим діапазоном населення розподілялося таким чином: 25,9 % — особи молодші 18 років, 54,4 % — особи у віці 18—64 років, 19,7 % — особи у віці 65 років та старші. Медіана віку мешканця становила 40,3 року. На 100 осіб жіночої статі у місті припадало 98,2 чоловіків;  на 100 жінок у віці від 18 років та старших — 92,3 чоловіків також старших 18 років.
Середній дохід на одне домашнє господарство  становив 50 118 доларів США (медіана — 42 368), а середній дохід на одну сім'ю — 58 107 доларів (медіана — 49 286). Медіана доходів становила 44 438 доларів для чоловіків та 35 268 доларів для жінок. За межею бідності перебувало 13,0 % осіб, у тому числі 13,4 % дітей у віці до 18 років та 18,4 % осіб у віці 65 років та старших.
Цивільне працевлаштоване населення становило 387 осіб. Основні галузі зайнятості: освіта, охорона здоров'я та соціальна допомога — 18,6 %, транспорт — 15,0 %, роздрібна торгівля — 12,9 %.